# الإيضاح في علوم البلاغة
الإيضاح في علوم البلاغة. هو كتاب في علم البلاغة صنفه الخطيب القزويني وهو شرح لكتابه تلخيص المفتاح الذي هو إختصار لكتاب مفتاح العلوم للسكاكي.

## الكتاب
تميز المؤلف في كتابه هذا بالاستقصاء، فلم يترك شاردة أو واردة من مسائل البلاغة، إلا عرضها عرضا مفصلا ودقيقا، وملما فيها بالأراء كافة، سواء التي كانت في عصره، أو قبل عصره.
قال في مقدمة الكتاب: هذا كتاب في علم البلاغة وتوابعا، ترجمته ب"الإيضاح" وجعلته على ترتيب مختصري الذي سميته "تلخيص المفتاح"، وبسطت فيه القول ليكون كالشرح له، فأوضحت مواضعه المشكلة، وفصلت معانيه المجملة، وعمدت إلى ما خلا عنه المختصر، مما تضمنه "مفتاح العلوم" وإلى ما خلا عنه المفتاح من كلام الشيخ الإمام عبد القاهر الجرجاني رحمه الله في كتابه "دلائل الإعجاز" و"أسرار البلاغة"، وإلى ما تيسر النظر فيه من كلام غيرهما، فاستخرجت زبدة ذلك كله وهذبتها ورتبتها، حتى استقر كل شيء منها في محله، وأضفت إلى ذلك ما أذى إليه فكري، ولم أجده لغيري. فجاء بحمد الله جامعا لأشتات هذا العلم، وإليه أرغب في أن يجعله نافعا لمن نظر فيه من أولي الفهم، وهو حسبي ونعم والوكيل".

## روابط خارجية
- كتاب الإيضاح في علوم البلاغة